# 内藤愼介
内藤 愼介（ないとう しんすけ）は、日本のテレビプロデューサー。徳島県出身。

## 来歴
1981年、NHKに入局。
1985年、ドラマ部に異動。連続テレビ小説、大河ドラマ等を演出。
1994年の特集ドラマ「とうせんぼう通リ」でスロバキヤにてドナウ賞を受賞。
2000年よりチーフ・プロデューサーとなり、連続テレビ小説「オードリー」、「どんど晴れ」、大河ドラマ「天地人」、「八重の桜」で制作統括。
NHKのエグゼクティブ・プロデューサー、NHKエンタープライズドラマ番組エグゼクティブ・プロデューサーを経て、現在もドラマ制作を担当。近年はＮＨＫスペシャルドラマ「東京裁判」、大河ファンタジー「精霊の守人」、ノーベル賞作家カズオ・イシグロ原作の特集ドラマ「浮世の画家」など話題作を担当。
東日本大震災で苦しむ福島・東北を応援し日本を元気にしたいと立ち上がった大河ドラマ「八重の桜」の放送終了以降も、福島・東北の子供たちを応援する「ふくしまサクラモリ」プロジェクトに参加支援している。

## 作品（プロデュース）
- 水曜ドラマ「ただいま」（2000年）
- 連続テレビ小説「オードリー」（2000年）
- 土曜ドラマ「42歳の修学旅行」（2001年）
- 土曜ドラマ「君を見上げて」（2002年）
- 夜ドラ「真夜中は別の顔」（2002年）
- 金曜時代劇「春が来た」（2002年）
- 夜ドラ「女将になります」（2003年）
- 夜ドラ「ブルーもしくはブルー」（2003年）
- 夜ドラ「ドリームから90日で1億円～」（2004年）
- 土曜ドラマ｢シェエラザード｣（2004年）
- 特集ドラマ「生き残れ」（2004年）
- 夜ドラ「理想の生活」（2005年）
- 夜ドラ「どんまい！」（2005年）
- 土曜ドラマ「繋がれた明日」（2006年）
- 連続テレビ小説「どんど晴れ」（2007年）
- 大河ドラマ「天地人」（2009年）[5]
- NHKスペシャルドラマ「さよならアルマ～赤紙をもらった犬～」（2010年）
- 特集ドラマ「どんど晴れスペシャル」（2011年）[6]
- 大河ドラマ「八重の桜」（2013年）（エミー賞ノミネート）
- 特集ドラマ「LIVE! LOVE! SING! 生きて愛して歌うこと」（2015年）[7]
- BS時代劇・土曜時代劇「かぶき者 慶次」（2015年）
- BS時代劇・土曜時代劇「鼠、江戸を疾る2」（2016年）
- 特集ドラマ「東京裁判」（2016年）[8]
- BS時代劇・土曜時代劇「赤ひげ」（2017年）
- 大河ファンタジー「精霊の守人」（2017年）
- 8Kスペシャルドラマ「浮世の画家」（2019年）（原作：ノーベル賞作家カズオ・イシグロ）[9]
- BS時代劇・土曜時代劇「大富豪同心」「大富豪同心2」「大富豪同心3」「大富豪同心スペシャル」（2019年・2020年・2023年・2024年および2025年歌舞伎版[注 1]）
- BS時代劇・土曜時代劇「明治開化 新十郎探偵帖」（2021年）
- 土曜ドラマ「風の向こうへ駆け抜けろ」（2021年）
- 4Kドラマ「風の向こうへ駆け抜けろ」（2022年）
- 「音楽がつないだ絆　〜ベトナムと日本　音楽は国境を超える〜」（2024年）
- 日越外交関係樹立50周年記念ドラマ「ベトナムのひびき」（2024年）